# 雲紋美三鰭䲁
雲紋美三鰭䲁（學名：Lepidoblennius marmoratus），為輻鰭魚綱䲁形目三鰭䲁科美三鰭䲁屬的一個種，是由威廉·約翰·麥克利(William John Macleay)於1878年首次描述，分布於西南太平洋澳洲西部及南部海域，深度0至3公尺，本魚身體略微扁平，有一個陡峭的吻部和裸露的頭部，沒有鱗片，身體底部顏色為灰色至灰綠色，頭部有深色垂直線條，背鰭、尾鰭和胸鰭上有成排的小黑點，側腹有不規則的斑點，背鰭3個，體長可達11.5公分，棲息在藻類覆蓋的岩石海岸，雌魚產附著性卵在藻類築的巢，雄魚會守護卵，幼魚為浮游性，生活習性不明。